# Саландра
Сала̀ндра (на италиански: Salandra) е малко градче и община в Южна Италия, провинция Матера, регион Базиликата. Разположено е на 598 m надморска височина. Населението на общината е 2891 души (към 2012 г.).